# Rev-Raptor
Rev-Raptor es el decimotercer álbum de estudio de la banda alemana de heavy metal U.D.O., publicado en 2011 por AFM Records. En una entrevista a Udo Dirkschneider, él comentó que el título del disco provino de Rev Raptor, uno de los personajes biomecánicos de los juguetes Zoids. Además, mencionó que durante el proceso de grabación, el guitarrista Stefan Kaufmann tuvo un problema de salud que atrasó el lanzamiento del disco en tres meses.

## Lista de canciones
Todas las canciones escritas por Udo Dirkschneider y Stefan Kaufmann, a menos que se indique lo contrario.

| N.º | Título                    | Escritor(es)                            | Duración |  |
| 1.  | «Rev-Raptor»              | Kaufmann, Dirkschneider, Wienhold       | 3:41     |  |
| 2.  | «Leatherhead»             |                                         | 4:09     |  |
| 3.  | «Renegade»                |                                         | 3:29     |  |
| 4.  | «I Give as Good as I Get» | Kaufmann, Dirkschneider, Fitty Weinhold | 4:18     |  |
| 5.  | «Dr. Death»               |                                         | 3:46     |  |
| 6.  | «Rock 'n' Roll Soldiers»  |                                         | 4:16     |  |
| 7.  | «Terrorvision»            |                                         | 3:59     |  |
| 8.  | «Underworld»              |                                         | 4:18     |  |
| 9.  | «Pain Man»                | Kaufmann, Dirkschneider, Igor Gianola   | 3:53     |  |
| 10. | «Fairy Tales of Victory»  | Kaufmann, Dirkschneider, Gianola        | 4:01     |  |
| 11. | «Motor-Borg»              |                                         | 3:24     |  |
| 12. | «True Born Winners»       |                                         | 3:26     |  |
| 13. | «Days of Hope and Glory»  |                                         | 4:27     |  |

| Pista adicionales para Japón |                |          |  |
| N.º                          | Título         | Duración |  |
| 14.                          | «Stormbreaker» | 3:28     |  |
| 15.                          | «Bodyworld»    | 4:44     |  |

| Pistas adicionales en la edición limitada |                                           |          |  |
| N.º                                       | Título                                    | Duración |  |
| 14.                                       | «Time Dilator»                            | 3:30     |  |
| 15.                                       | «Heavy Metal W.O.A.»                      | 2:55     |  |
| 16.                                       | «I Give as Good as I Get» (video musical) | 4:19     |  |
| 17.                                       | «Leatherhead» (video musical)             | 4:11     |  |

## Posicionamiento en listas
| País     | Lista                | Máxima posición |
| -------- | -------------------- | --------------- |
| Alemania | Media Control Charts | 20              |
| Suecia   | Sverigetopplistan    | 26              |
| Suiza    | Schweizer Hitparade  | 57              |

## Músicos
- Udo Dirkschneider: voz
- Stefan Kaufmann: guitarra eléctrica
- Igor Gianola: guitarra eléctrica
- Fitty Wienhold: bajo
- Francesco Jovino: batería